# エコス
株式会社エコスは、東京都昭島市に本社を置く食料品主体のスーパーマーケットチェーン。1934年創業。ニチリウグループに加盟。
食品スーパー「エコス」「TAIRAYA」を、関東地方（東京都、神奈川県、千葉県、埼玉県、茨城県、群馬県、栃木県）と福島県に展開する。グループ企業として、北関東地域に「たいらや」を展開する株式会社たいらや、茨城県内で「マスダ」「ヤマウチ」を展開する株式会社マスダ、埼玉県南部を中心にドミナント展開する株式会社与野フードセンター、東京都内で「ココスナカムラ」を展開する株式会社ココスナカムラがある。
プライベートブランドとして「NatuLive（ナチュライブ）」を展開する。

## グループ会社
スーパーマーケット
- 株式会社たいらや（本社・栃木県宇都宮市）- 日本スーパーマーケット協会通常会員[1]
- 株式会社マスダ（本社・茨城県取手市）
- 株式会社与野フードセンター（本社・埼玉県さいたま市）- 主な業態名：彩鮮館、Yバリュー、フードガーデン等
- 株式会社ココスナカムラ（本社・東京都台東区）

その他
- 株式会社TSロジテック（本社・東京都昭島市）
- 株式会社平成（本社・東京都昭島市）- 非連結子会社

## 沿革
- 1934年（昭和9年） - 青果店「八百元」として、東京都立川市で創業。
- 1960年（昭和35年）3月 - 「八百元」を総合食品店「たいらや」に業態転換。
- 1965年（昭和40年）12月 - 有限会社たいらや商店を設立。
- 1979年（昭和54年）12月 - 東京都青梅市にスーパーマーケット1号店として吉野店を開店。
- 1984年（昭和59年）9月 - 有限会社たいらや商店を組織変更し、株式会社スーパーたいらやを設立。
- 1990年（平成2年）3月 - 共同仕入等を事業とするボランタリーチェーンの協同組合セルコチェーンに加盟[2]。
- 1991年（平成3年）3月 - 株式会社トーワマートを合併、株式会社たいらやへ商号変更。
- 1992年（平成4年）3月 - 株式会社味好屋（本社・埼玉県鶴ヶ島市、店舗数14店）を合併[3]。
- 1995年（平成７年）５月 ‐ 代表取締役社長（当時）の平富郎がセルコチェーン理事長に就任[4]。
- 1996年（平成8年）10月 - 日本証券業協会（現・JASDAQ）に株式を店頭登録。
- 1997年（平成9年）7月 - 株式会社エーリスウエノより食品スーパーマーケットチェーンの営業権を譲受し、株式会社たいらや北関東（現：連結子会社の株式会社たいらや）として営業開始。
- 1998年（平成10年）7月 - 株式会社ウェルセーブから3店舗を譲受。
- 1999年（平成11年）7月 - 代表取締役会長（当時）の平富郎が日本スーパーマーケット協会副会長に就任[2]。
- 1999年（平成11年）9月 - 株式会社ハイマート（本社・茨城県下館市（現・筑西市））を合併、株式会社エコスへ商号変更[3]。
- 2001年（平成13年）11月 - エコスグループ茨城物流センターが稼動開始。
- 2003年（平成15年）2月 - 松菱商事株式会社）（現：株式会社シーズンセレクト 本社・静岡県浜松市中央区）を連結子会社化。
- 2004年（平成16年）
  - 3月 - 東京証券取引所市場第二部に株式上場。
  - 8月 - 株式会社マスダ（本社・茨城県取手市）を連結子会社化。
  - 11月 - 株式会社やまうち（本店・茨城県石岡市）を連結子会社化。
- 2005年（平成17年）2月 - 東京証券取引所市場第一部に指定替え。
- 2006年（平成18年）
  - 3月 - 平邦雄が代表取締役社長に就任[5]。
  - 10月 - エコス川越惣菜工場（埼玉県川越市）が完成し稼動開始。
- 2007年（平成19年）
  - 2月 - エコス所沢物流センター（埼玉県所沢市）は稼動開始。
  - 3月 - ニチリウグループ（日本流通産業株式会社）に加盟。
  - 5月 - 平富郎がセルコチェーン理事長を退任し、理事相談役に就任[4]。
- 2008年（平成20年）
  - 8月 - 連結子会社の株式会社シーズンセレクトの全株式をマックスバリュ東海株式会社へ売却。
  - 10月 - 株式会社マスダが、株式会社やまうちを吸収合併（存続会社はマスダ）。
- 2009年（平成21年）12月 - 全店でクレジットカードが利用可能となる。
- 2010年（平成22年）9月 - 狭山リサイクルセンター、茨城リサイクルセンターを設立。
- 2014年（平成26年）9月 - 物流子会社として、株式会社TSロジテックを設立。
- 2020年（令和2年）9月 - 株式会社与野フードセンター（本部・埼玉県さいたま市中央区）を連結子会社化。[6][7][8][9]
- 2021年（令和3年）
  - 6月 - 株式会社たいらや代表取締役社長の平典子が、セルコチェーン副理事長に就任[4]。
  - 11月 ‐ 2022年4月以降の株式新市場の区分について「東証プライム市場」を選択し東京証券取引所への申請を行う旨を発表[10]。
- 2024年（令和6年）9月 - 株式会社ココスナカムラ（本社・東京都台東区）を連結子会社化[11][12][13]。

## 店舗
現行店舗は公式ページ内・店舗情報を参照

### かつて存在した店舗

#### 旧ハイマート
茨城県
- 取手戸頭店（元リブレ京成 → ウェルセーブ → スーパーオオツカ → 街の市場プロマート→閉店解体）

栃木県
- 小山店（→ ハナマサ小山店 → ローソン小山西城南三丁目店）
- 真岡長田店

#### エコス
福島県
- 東村店（→ わしお東店→現在のTAIRAYA白河東店として同じ場所に出店）
- 石川店（→ わしお石川店 → カワチ薬品石川店）
- 矢吹店（→ わしお矢吹店 → リオン・ドール矢吹東店）

茨城県
- 中根店
- 八千代店（→ トライアル）
- 笠間店
- 江戸崎店（→ カスミ）

埼玉県
- 鶴ヶ丘店（→ セリア）
- 若葉西口店（→ ウエルシア）
- 武蔵浦和店（→ ダイソー）
- 笠幡店（→ つるかめ → ドラッグストア セキ）
- 久喜店 (→ TAIRAYA久喜店 → マルサン久喜店)
- 北本店 (→ TAIRAYA北本店 → サンキ北本店)
- 行田店

東京都
- 下連雀店（→ ハナマサ → スーパーあまいけ下連雀店）
- 野口店（→ スーパーカネマン野口店）
- トーワ店（→ スーパーカネマントーワ店）

千葉県
- 市川店
- 関宿店

神奈川県
- 白楽六角橋店

#### マスダ
茨城県
- 水海道店（→ 常総市商工会などの入るマスダビル → ツルハドラッグ）
- 岩井店
- 古河店
- 古河東店
- 牛久店（→ カスミ → 新古書店 → 2017年5月9日閉店）
- 大岩田店
- 伊奈店（農機具などの店）
- 藤代店（建物解体済み）
- 取手店

千葉県
- 野田店
- 湖北店

#### 松菱マート
静岡県
- 遠州浜店（→ 浜西ストアー）
- 住吉店（→ マックスバリュEX浜松住吉店 → マックスバリュエクスプレス浜松住吉店）
- 上島店（→ マックスバリュEX浜松上島店 → 2009年8月末閉店）
- 南浅田店（2008年9月閉店）
- 天竜川店（→ マックスバリュEX浜松天竜川店 → マックスバリュエクスプレス浜松天竜川店 → 2019年2月14日閉店、現在はマックスバリュ東海本社となっている。）
- 富塚店（→ マックスバリュEX浜松富塚店 → 2011年2月20日閉店）
- 飯田店（→ マックスバリュEX浜松飯田店 → マックスバリュエクスプレス浜松飯田店 → マックスバリュ浜松飯田店[14]）
- 早出店（→ マックスバリュEX浜松早出店 → マックスバリュエクスプレス浜松早出店）
- 見付店（→ マックスバリュEX磐田見付店 → マックスバリュエクスプレス磐田見付店）
- 三方原店（→ マックスバリュ浜松三方原店）

#### シーズンセレクト
静岡県
- 袋井店（→ マックスバリュ袋井豊沢店）
- 可美店（→ マックスバリュ浜松可美店 →マム浜松可美店 → クックマート浜松可美店）
- 宮竹店（→ マックスバリュ浜松宮竹店 → 2009年12月末閉店、現在は浜松プラザウエストとなっている。）
- 福田店（2008年9月閉店）

#### たいらや
栃木県
- 泉が丘店（旧エーリスウエノ泉が丘店→エーリス泉が丘店）※現在の泉が丘店は旧おざき→旧フレール→旧トップマートを引き継いだ、別の店舗
- 今泉店（旧エーリスウエノ今泉店→エーリス今泉店）
- 簗瀬店（旧エーリスウエノ簗瀬店→エーリス簗瀬店→たいらや24簗瀬店）※現在の 城東店
- 鶴田店（旧うえのユーマート鶴田店）

## 電子マネーへの取り組み
株式会社たいらやの運営する店舗でのみ楽天EdyとiDが利用可能。クレジットカード、PASMO・Suicaも利用可能。
2021年4月26日からクレジットカード、エコスグループの「ハッピーカード電子マネー」のみ利用可能となり、その他の電子マネーは廃止となった。